# Спаржа
Спа́ржа (лат. Aspáragus) — род растений семейства спаржевые, рассеянных по всему миру, преимущественно в сухом климате. Наиболее распространённый вид — спаржа лекарственная (Asparagus officinalis). Одни виды спаржи — травы, другие — полукустарники, развивающие подземное корневище и надземные более или менее ветвистые стебли, у многих видов ползучие.

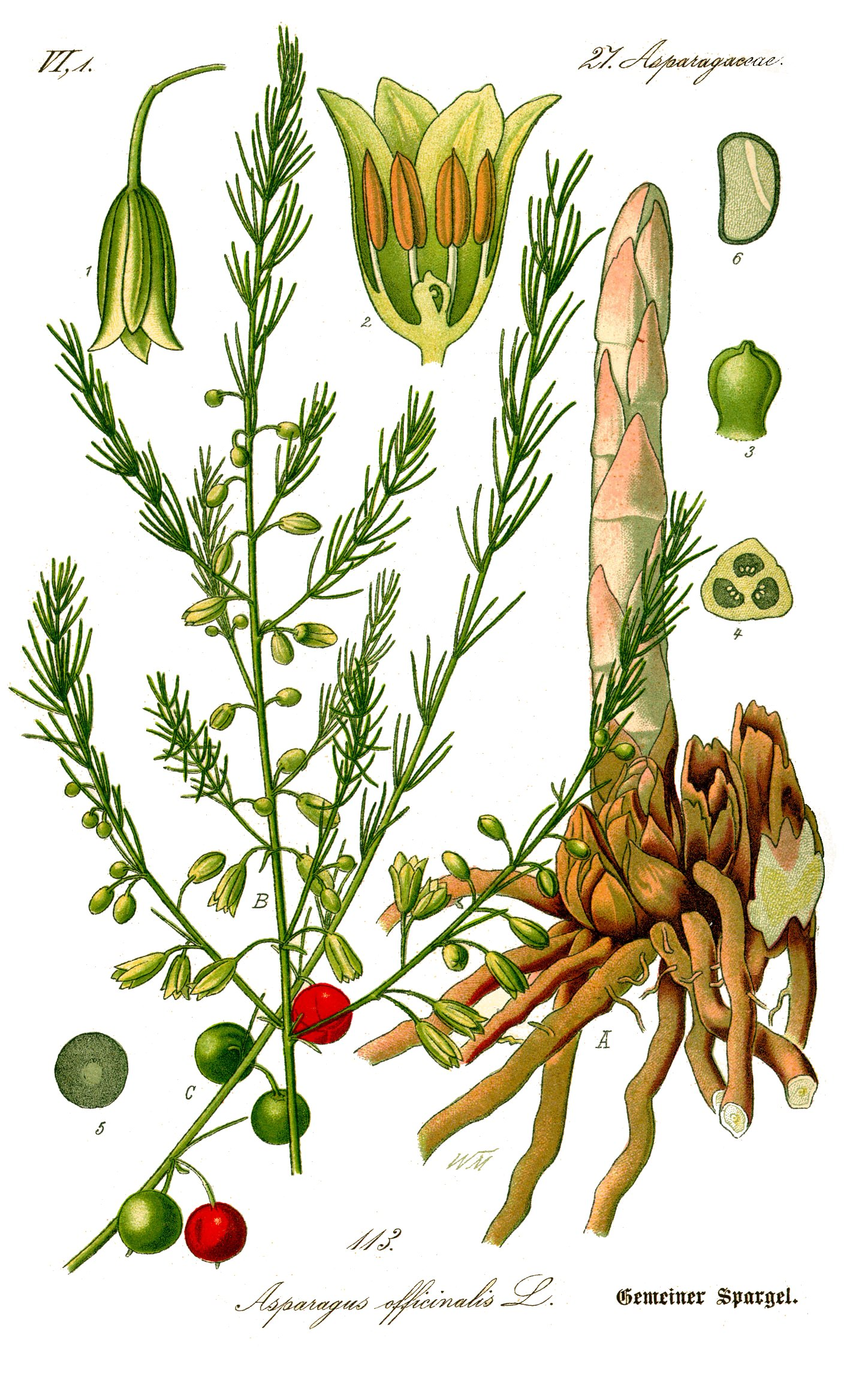
Спаржа лекарственная.

Верхние части (около 20 см) ростков некоторых видов спаржи (спаржа лекарственная, коротколистная, мутовчатая) считаются деликатесом.

## Ботаническое описание
Корневище развитое.
Стебли сильно разветвлённые, ветви несут многочисленные, собранные пучками, большей частью игловидные веточки (кладодии), сидящие в пазухах листьев. Листья недоразвитые, мелкие, чешуйчатые или шиповатые, образуют обычно у своего основания твердоватые шпорцы.
Цветки мелкие, большей частью в пазухах листьев, одиночные или в щитовидных или кистевидных соцветиях. Цветок правильный, обоеполый или однополый, с простым раздельнолистным или немного спаянным у основания околоцветником с шестью листками, расположенными в два круга. Тычинок шесть, с тонкими или пластинчатыми нитями и пыльниками, вскрывающимися на внутренней стороне; пестик с верхней, трёхгнёздной завязью, коротким столбиком и трёхлопастным рыльцем.
Плод — ягода, с одним или несколькими семенами; семя с толстой, черноватой кожурой, роговым белком и небольшим зародышем.

## Таксономия
Asparagus Tourn. ex L., Species Plantarum 1: 313. 1753.
Первоначально в работе Линнея было описано десять видов.

### Синонимы
- Elide Medik., 1791
- Myrsiphyllum Willd., 1808
- Asparagopsis (Kunth) Kunth, 1844
- Hecatris Salisb., 1866
- Elachanthera F.Muell., 1886
- Protasparagus Oberm., 1983

### Виды
По информации базы данных The Plant List, род включает 211 видов. В европейской части России дико растут около 8 видов спаржи, из них наиболее обыкновенно Спаржа лекарственная. Некоторые виды:
- Asparagus angulofractus Iljin — Спаржа угловатонадломанная
- Asparagus brachyphyllus Turcz. — Спаржа коротколистная
- Asparagus breslerianus Schult. & Schult.f. — Спаржа Бреслера
- Asparagus bucharicus Iljin — Спаржа бухарская
- Asparagus dauricus Fisch. ex Link — Спаржа даурская
- Asparagus neglectus Kar. & Kir. — Спаржа пренебрежённая
- Asparagus officinalis L. typus[3] — Спаржа лекарственная
- Asparagus oligoclonos Maxim. — Спаржа маловетвистая
- Asparagus persicus Baker — Спаржа персидская
- Asparagus pseudoscaber Grecescu — Спаржа ложношероховатая
- Asparagus schoberioides Kunth — Спаржа шобериевидная
- Asparagus setaceus (Kunth) Jessop — Спаржа щетинковидная [syn.  Asparagus plumosus Baker — Спаржа перистая]
- Asparagus tenuifolius Lam. — Спаржа тонколистная
- Asparagus turkestanicus Popov — Спаржа туркестанская
- Asparagus verticillatus L. — Спаржа мутовчатая

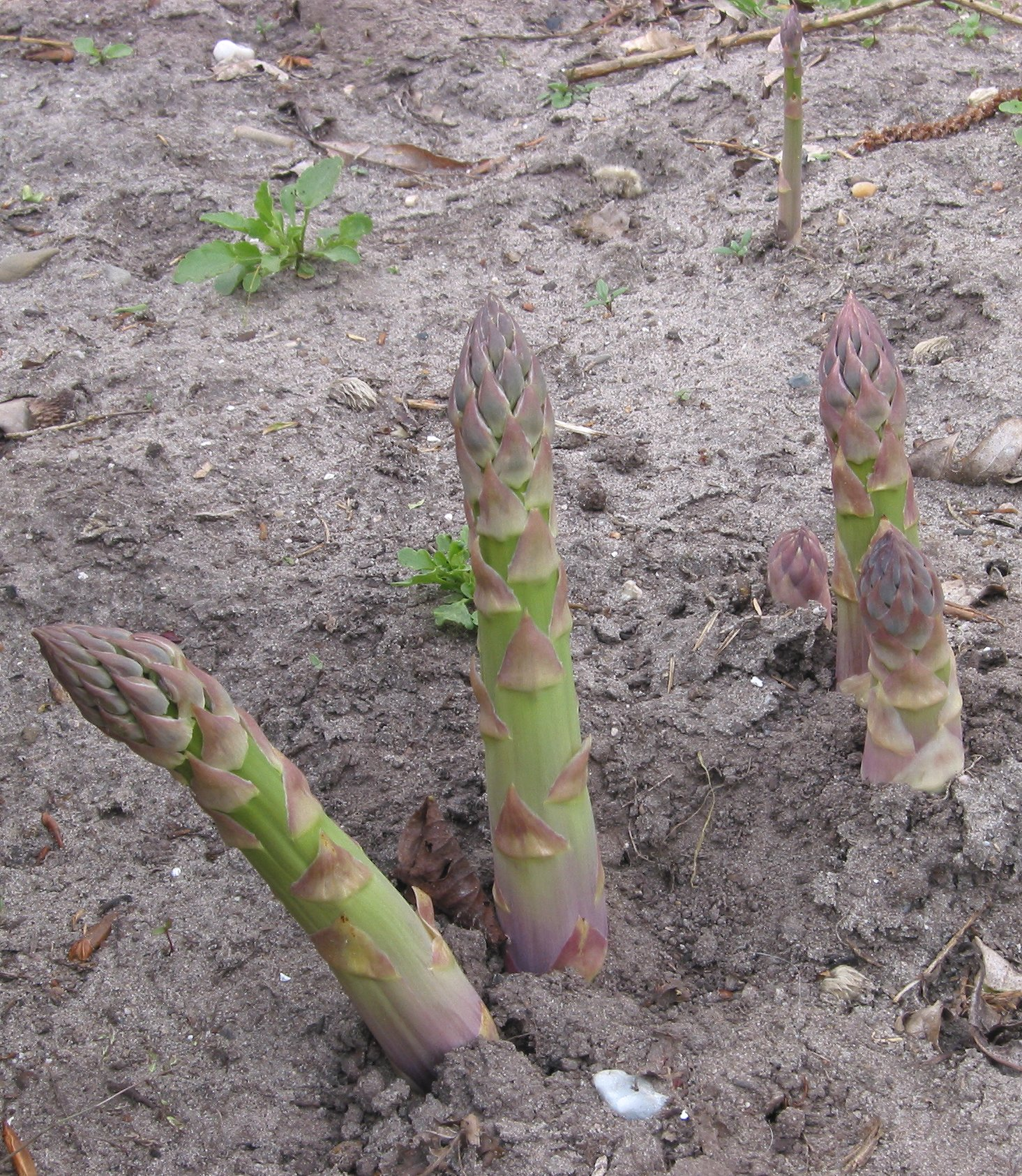
Asparagus officinalis
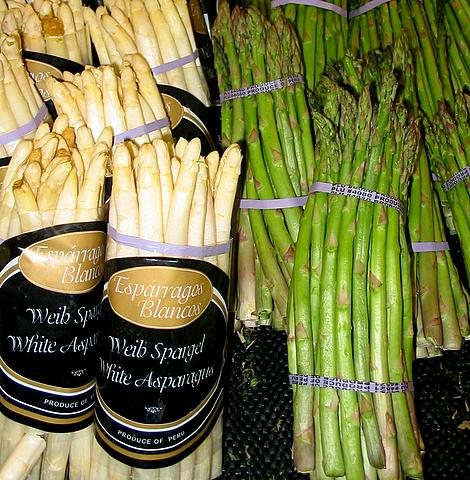
Белая (слева) и зелёная (справа) спаржа, фасованная для продажи
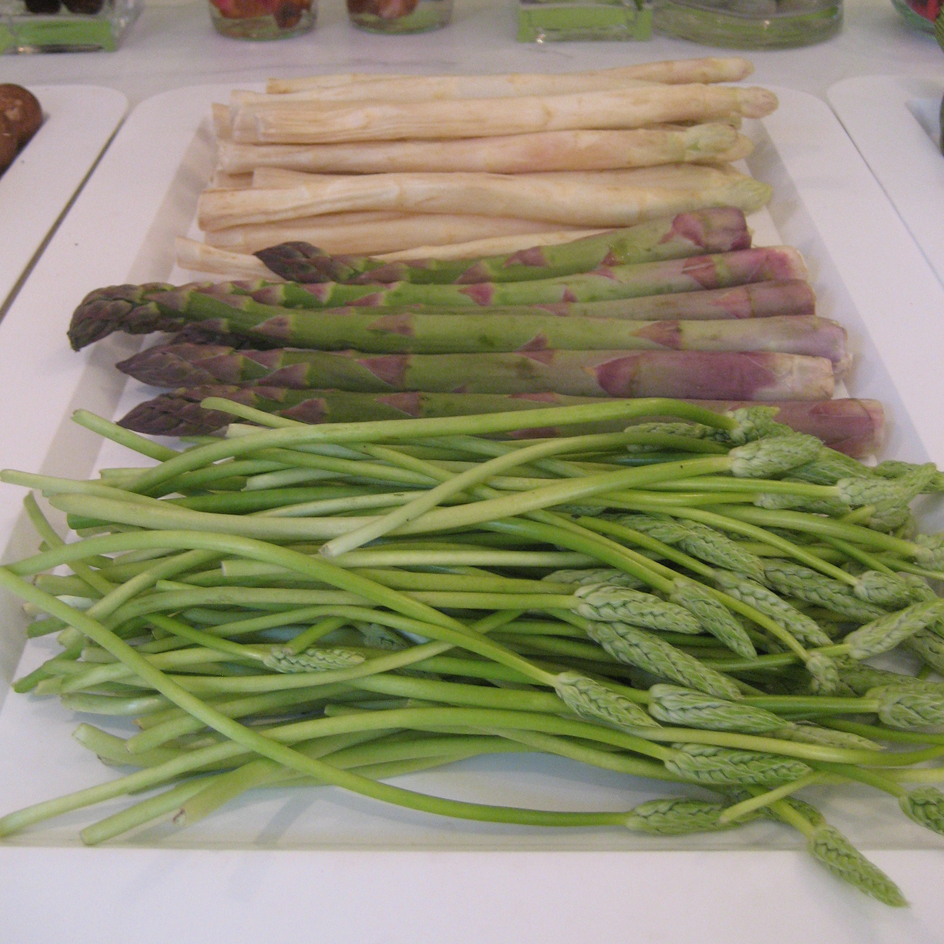
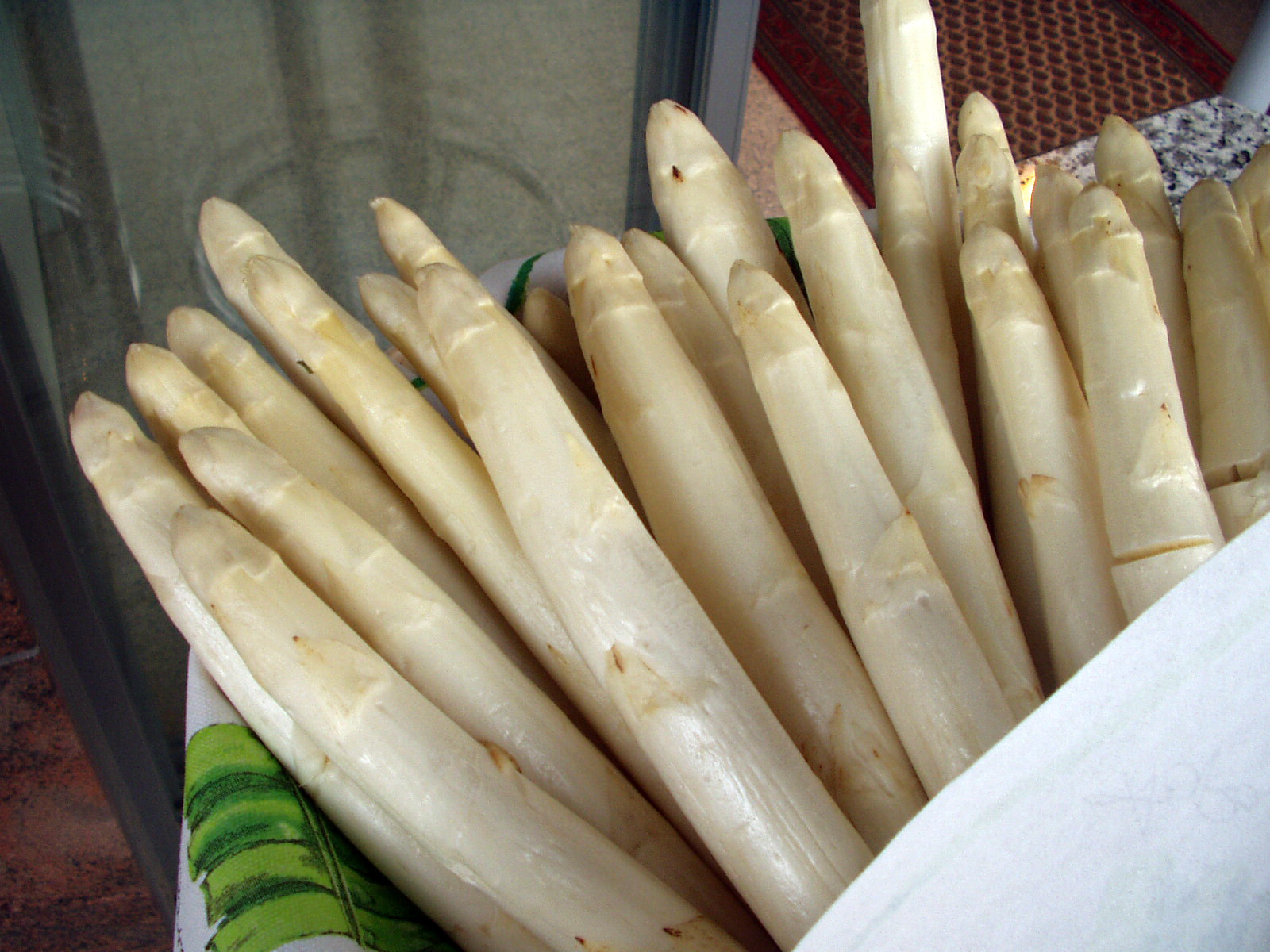
Белая спаржа — в Германии популярный деликатес
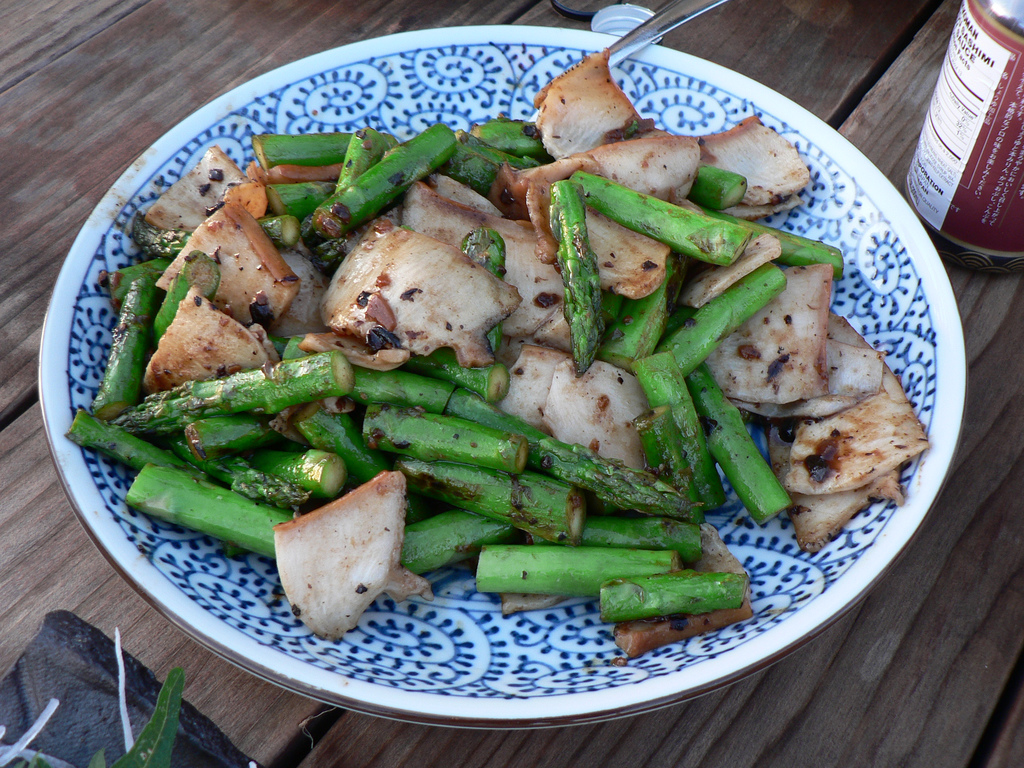

## «Соевая спаржа»
Корейской спаржей, соевой спаржей или даже просто спаржей в России, на Украине, в Кыргызстане и Казахстане ошибочно называют продукт, не имеющий к спарже никакого отношения. Он известен под названием фучжу и является продуктом переработки соевого молока («пенка», образующаяся на кипящем соевом молоке). В англоязычных странах фучжу называется японским термином «юба» или tofu skin.